# Liisi Ojamaa

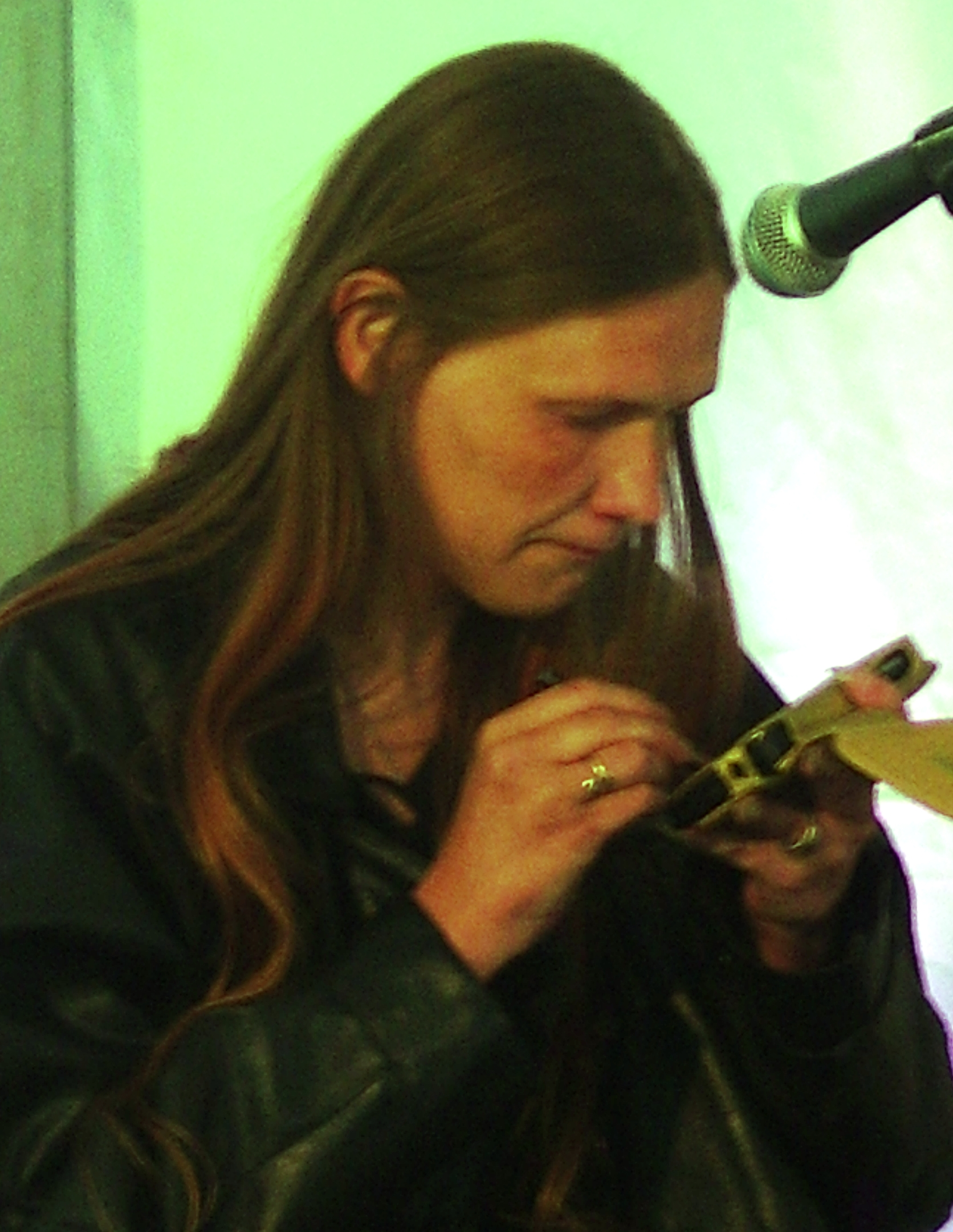
Liisi Ojamaa, 2009; Foto: Ave Maria Mõistlik

Liisi Ojamaa (mit bürgerlichem Namen Katre-Liis Ojamaa, * 26. Februar 1972 in Tallinn; † 8. Oktober 2019 in Paldiski) war eine estnische Lyrikerin und Übersetzerin.

## Leben
Liisi Ojamaa machte 1991 in Tallinn auf der Abendschule Abitur und studierte anschließend einige Jahre (1991–1993) Englische Philologie an der Universität Tartu. 1993–1994 studierte sie Kunstgeschichte an der Tallinner Kunsthochschule. Danach arbeitete sie als Übersetzerin – teils freiberuflich, teils in verschiedenen Anstellungen.
Ojamaa war seit 1993 Mitglied des Estnischen Schriftstellerverbandes. Sie war verheiratet und Mutter dreier Töchter.

## Werk
Ojamaas erste Gedichte erschienen 1988 in einer Zeitschrift, in Buchform debütierte sie 1990 in einer Kassette „Junge Autoren“ gemeinsam mit Ruth Jyrjo, Triin Soomets, Aidi Vallik und Elo Viiding. Hierzu hieß es in einer Rezension, dass „drei Vertreterinnen ihrer Generation und zwei souveräne Autorinnen“ präsentiert würden. Mit den neuen souveränen Stimmen waren Elo Viiding und Triin Soomets gemeint, die später tatsächlich eine feste Größe in der zeitgenössischen estnischen Dichtung wurden. Ojamaas Werk wurde dagegen immer als Ausdruck einer bestimmten Generation interpretiert, zumal sie häufig die für die estnische Punklyrik der 1990er-Jahre typischen Attribute wie die Buchstaben x (für ks), y (für ü) oder w (für v) verwendete. Schon bald aber erkannte die Kritik, dass es sich hier um „Dichtung der Tallinner Altstadt“ handelte oder einfach „city poetry“, da dieses Thema alle Bände durchzog. Gleichzeitig ist Ojamaas Werk als „Dichtung der Einsamkeit“ tituliert worden. Innerhalb der estnischen Lyrikgeschichte sind ihre Texte mit der „Aufrichtigkeit der jungen Viivi Luik“ verglichen worden.
Trotz ihres vergleichsweise schmalen Werks genoss Ojamaa große Bekanntheit in Estland, zumal sie insgesamt über 60 Werke der Science-Fiction- und Kinderliteratur aus dem Englischen ins Estnische übersetzt hat.

## Bibliografie
- Lõputu juuli (‚Endloser Juli‘). Tallinn: Eesti Raamat 1990. 77 S. (Kassett '90)
- Myyrid & wärawad (‚Mauern und Tore‘). Tallinn: Perioodika 1993 48 S. (Loomingu Raamatukogu 13/1993)
- Lootus (‚Hoffnung‘). Tallinn: Varrak 2000. 40 S.
- Ärasaatmata kirjad (‚Briefe, die nicht abgeschickt worden sind‘). Tallinn: Varrak 2002. 61 S.
- Jõgi asfaldi all (‚Der Fluss unter dem Asphalt‘). Tallinn: Varrak 2008. 52 S.
- Ajalaulud (‚Zeitlieder‘). Tallinn: Varrak 2011. 83 S.

## Sekundärliteratur
- Piret Viires: Viis tüdrukut ja ei ühtegi poissi, in: Looming 2/1992, S. 277–279.
- Barbi Pilvre: Ja neid saatvad isikud, in: Vikerkaar 3/1992, S. 83–85.
- Marin Laak: Variatsioonid teemale «Kuidas yhiscond mind läbi pexis», in: Keel ja Kirjandus 3/1992, S. 179–182.
- Leelo Tungal: Juulikuu hestab, in: Looming 7/1993, S. 993–995.
- Eve Annuk: Feminismist, Orasest ja natuke ka Ojamaast, in: Vikerkaar 8/1993, S. 84–85.
- Hedda Maurer: Kui ka jumal ise keelaks, in: Looming 1/2001, S. 136–138.
- Martin Oja: Ärasaadetud kirjad, in: Looming 3/2003, S. 452–454.
- Kätlin Kaldmaa: Päikesetõus läbi mitme ilma, in: Looming 11/2008, S. 1742–1743.
- Andres Aule: 9. oktoobril 2019. Mõned hetked Liisi Ojamaaga, in: Lng 11/2019, S. 1598–1601.